# Екардт Зуль
Екардт Зуль (нім. Eckart Suhl, 20 квітня 1943) — німецький хокеїст на траві.
Олімпійський чемпіон 1972 року.